# 윌리엄 슈만
윌리엄 하워드 슈만(William Howard Schuman, 1910년 8월 4일 ~ 1992년 2월 15일)은 미국의 작곡가이다.
1943년 Secular Cantata No. 2. A Free Song으로 퓰리처상 음악 부문의 첫 수상자가 되었다. 줄리아드 음악학교장(1945-1962)을 거쳐 링컨센터 총장의 요직을 거친 미국악계의 실력자이다. 격무의 틈을 타서 작곡활동도 활발히 하여, 8곡의 교향곡을 비롯하여 수많은 역작을 작곡했다. 대위법적인 구성 속에 현대성을 발양(發揚)시키는 견실한 작풍의 소유자이다.